# Wikipédia en estrémègne
Wikipédia en estrémègne (en estrémègne : Wikipedia n'estremeñu ou Güiquipedia) est l’édition de Wikipédia en estrémègne qui est considéré soit comme faisant partie de l'astur-léonais, soit comme  langue de transition entre l'astur-léonais et le castillan. La langue est principalement parlée dans le Nord de l'Estrémadure en Espagne. L'édition est lancée le 26 mai 2008,,,,. Son code est : ext.
Au 22 mars 2025, l'édition en estrémègne contient 3 894 articles et compte 18 758 contributeurs, dont 28 contributeurs actifs et 1 administrateur.

## Présentation

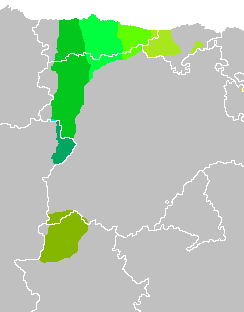
Les domaines linguistique de l'astur-léonais.
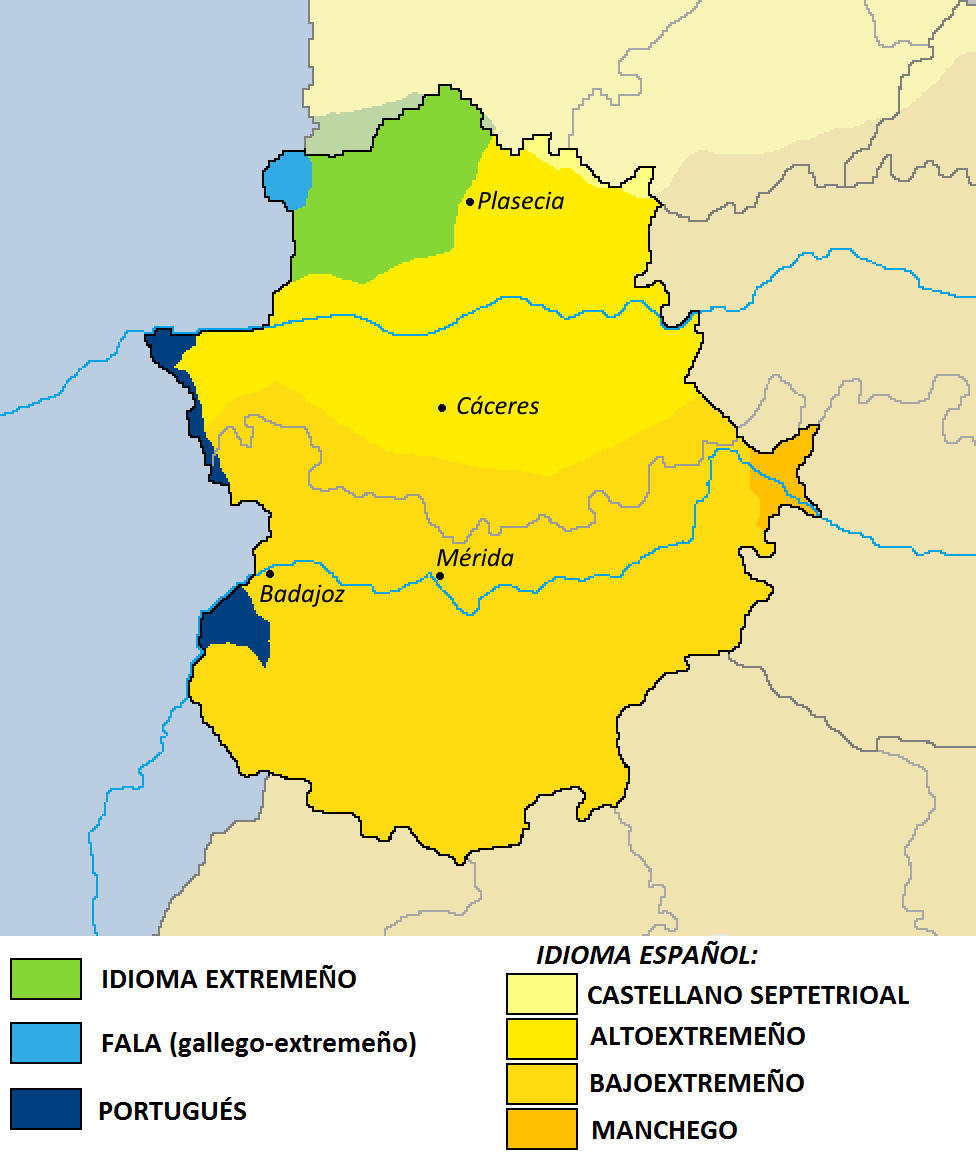
Les zones linguistique en Estrémadure.

## Statistiques
- Le 650e article est mis en ligne le 24 mars 2009.
- En novembre 2010, l'édition en estrémègne compte quelque 1 030 articles et 3 450 utilisateurs enregistrés.
- En juillet 2013, elle compte quelque 2 300 articles.
- Le 28 septembre 2022, elle contient 3 393 articles et compte 16 159 contributeurs, dont 25 contributeurs actifs et 1 administrateur.
- Le 21 septembre 2024, elle contient 3 748 articles et compte 18 234 contributeurs, dont 26 contributeurs actifs et 1 administrateur.